# インディアナ (BB-1)
インディアナ (USS Indiana, Battleship No. 1) は、アメリカ海軍の戦艦。インディアナ級戦艦の1番艦。艦名はインディアナ州にちなむ。

## 艦歴
インディアナは1891年5月7日にペンシルベニア州フィラデルフィアのウィリアム・クランプ・アンド・サンズ社で起工し、1893年2月28日にジェシー・ミラー（司法長官ウィリアム・H・H・ミラーの娘）によって命名、進水、1895年11月20日に初代艦長ロブレー・D・エヴァンズ大佐の指揮下就役した。
フィラデルフィア海軍造船所において整調を行った後、インディアナはニューイングランド沖で訓練を行った。訓練は1898年に米西戦争が勃発するまで継続され、戦争が始まるとインディアナはウィリアム・サンプソン提督率いる艦隊に配属された。アメリカ艦隊はパスクワル・セルベラ提督率いるスペイン艦隊を迎え撃つため南へ向かった。1898年5月12日にインディアナはサンファンに対して砲撃を行い、5月18日にはハバナ保護のため艦隊と共にキー・ウェストに戻る。その後スペイン艦隊をサンティアーゴ・デ・クーバで発見し、サンプソンはウィンフィールド・スコット・シューレイ提督の艦隊と6月1日に合流し封鎖を行った。
6月後半に陸軍部隊が到着しサンティアゴに対する攻撃のため上陸した。セルベラ提督は自らの状況が絶望的であることを悟り、アメリカ軍の封鎖を突破しようと1898年7月3日にサンティアゴから打って出た（サンチャゴ・デ・キューバ海戦）。インディアナは封鎖の際東端部に位置していたため最初の追撃に参加しなかったが、駆逐艦プルトン及びフューリオアーが湾の入り口に近づいたとき、僚艦と共に砲撃を行った。2隻の駆逐艦は短時間の内に破壊された。残りのスペイン艦艇は沈没もしくは座礁した。
戦後、インディアナは以前のように訓練および艦隊演習、海軍兵学校士官候補生の巡航任務に従事し、1903年12月29日に予備役となった。
インディアナは1906年1月9日にニューヨーク海軍造船所で再就役した。就役後は海軍兵学校の訓練艦隊に所属し、北ヨーロッパと地中海へ航海を行った。アイルランドのクイーンズタウンでインディアナは1911年6月22日にジョージ5世の戴冠式に敬意を表して21発の礼砲を発射した。将来の海軍指導者を養成するこの重要な任務は1914年に終了し、インディアナは1914年5月23日にフィラデルフィアで退役した。
インディアナは1917年5月24日に再就役し、第一次世界大戦の間、ニューヨーク州トンプキンズヴィルやバージニア州のヨーク・リバーで砲兵の練習艦として訓練任務に従事した。インディアナは1919年1月31日にフィラデルフィアで再び退役した。1919年3月29日、新たに承認された戦艦を「インディアナ」と命名できるようにインディアナは「1号沿岸戦艦 Coast Battleship No. 1」と改名された。その後航空爆弾の有効性を確認するための重要なテストにおいて標的艦として使用され、1920年11月に沈められた。インディアナの廃船はスクラップとして1924年3月19日に売却された。